# Meyers Hof

Umgebung der Ackerstraße 132 – Meyers Hof – im damaligen Bezirk Wedding (von Acker-, Bernauer und Bergstraße – nördlich der Stettiner/Nord Bahnhof)
Straube Übersichtsplan von Berlin 1910

Der Meyerische Hof (umgangssprachlich: Meyers Hof) in der Ackerstraße 132 im ehemaligen Berliner Bezirk Wedding (heute: Ortsteil Gesundbrunnen des Bezirks Mitte) war ein extremes Beispiel dichter Wohn- und Fabrikationsraumbebauung, der sogenannten „Mietskaserne“. Diesen Bautyp eines Gewerbehofs, in dem Wohnen, Arbeiten und die Transporteinrichtungen noch nicht räumlich getrennt waren, gab es in Berlin oft. Der Gewerbehof war zugleich Arbeitsraum, Ankunftsort der Post- und Fuhrwerke, Lagerraum für Rohstoffe, Produktions- und Wohnort. Man konnte (oder musste) so im selben Haus wohnen und arbeiten.
Die über der Hofeinfahrt zu findende Schreibweise des Namens (die sich auch in der unten stehenden Literatur findet) lautete Meyer’s-Hof.

## Beschreibung
Im Meyers Hof wurden auf einer Parzelle ein Vorderhaus mit fünf Hinterhäusern hintereinander gereiht. Schon das Wort ‚Hof‘ weist auf Gewerbetätigkeiten hin. Der Name ‚Meyer‘ bezieht sich auf den Bauherrn dieser Gebäude. Jacques Meyer besaß in den 1870er Jahren eine Textilfabrik in der Köpenicker Straße 18–20, auf deren Gelände auch die Villa stand, in der er bis zum Bau von Meyers Hof wohnte. Am 30. Dezember 1871 wurde auf das Grundstück seiner Fabrik eine bis zum 1. Januar 1877 zurückzuzahlende Hypothek eingetragen. Dieses Geld wurde wahrscheinlich für den Bau von Meyers Hof benötigt. Ab 1878 übernahm sein 27-jähriger Sohn Otto Meyer die Verwaltung. Ein Zeitungsartikel berichtet über Probleme in den Anfangsjahren:

„Noch vor Bauvollendung wurde das Gebäude von wohnungssuchenden Mietern gestürmt und in Besitz genommen. Eine schlechte Mieterschaft nistete sich ein, und als der jetzige Besitzer im Jahre 1878 das Grundstück übernahm, war es in der kurzen Zeit völlig verwahrlost. Von der Mieterschaft, die der Besitzer Herr Otto Meyer jetzt antraf, gab er mir einige drastische Schilderungen. Miete zahlten überhaupt nur die wenigsten, und die sich nur auf das Nichtzahlen beschränkten, waren eigentlich noch die besseren Elemente. Einzelne gingen noch viel weiter. Einer der Mieter, von Beruf Töpfer, hatte die Kachelöfen seiner Wohnung abgerissen und verkauft. Ein anderer handelte mit Weihnachtsbäumen, er hatte den Fußboden seines Zimmers aufgebrochen und die Bretter zu Baumstützen und Unterlagen zersägt […]“

Zuerst wurde Meyers Hof als Gewerbe- und Wohnraum geplant, im Rahmen des Gründerkrachs von 1873 wurde die Gewerbefläche zugunsten der Wohnungen erheblich eingeschränkt. Nach dem Zusammenbruch vieler Unternehmen auf Aktienbasis erschien die Vermietung von Wohnflächen lukrativer und sicherer als die von Gewerbeflächen.

## Bebauung
Wie in den meisten Wohnhäusern gab es viel mehr Ein- und Zweizimmerwohnungen als größere Wohnungen. Meyers Hof hatte insgesamt 257 Wohnungen, von denen 229 mit Küche, Stube und Kammer ausgestattet waren. Die Wohnungen reihten sich links und rechts entlang eines gemeinschaftlichen Flurs auf. Wollte man von der Stube in die Küche, mussten die meisten Bewohner diesen fensterlosen Dunkelgang durchqueren. Pro Haushälfte gab es ein Treppenhaus und Flur in jeder Etage, die Haushälften waren nicht durch Flure verbunden. Im Vorderhaus gab es größere Wohnungen und von Anfang an Toiletten.
Jeder zweite Hof war mit Toilettenhäusern besetzt. Die anderen, also der zweite, der vierte und der sechste, waren nicht bebaut. Dort standen kleine Stände, Frauen verkauften Gemüse und Kinder liefen umher. Viele Arbeits- und Werkstätten wurden ohne polizeiliche Erlaubnis im Meyers Hof errichtet. Die Arbeitsstätten mussten von den Wohnungen abgezweigt werden und waren meist nur sehr klein. Es entstand keine eindeutige Trennung zwischen Arbeit und Wohnen. In den alten Werkstätten, die geschlossen werden mussten, wurden schnell die unterschiedlichsten neuen Kleinbetriebe eingerichtet. Es herrschte eine rege Fluktuation.
Das Trinkwasser kam anfangs aus einem Brunnen auf dem Grundstück und wurde in Wasserbehälter auf dem Dachboden des dritten Quergebäudes gepumpt. Waschbecken gab es anfangs einen pro Flur, später bekam jede Küche einen eigenen Anschluss. Zwischen 1895 und 1897 wurde eine Toilette pro Flur in die Gebäude eingebaut. Baden konnten die Bewohner im hintersten Haus. Die Wohnungen wurden später an das städtische Gasnetz angeschlossen, in den 1930er Jahren auch an das Stromnetz.

## Industrie
Meyer richtete 1903 im sechsten Quergebäude eine Dampfmaschine ein, sodass er dieses Quergebäude von oben bis unten mit Kleinbetrieben einrichtete. Vorwiegend mieteten Drucker, Klempner, Stanzer, Kammmacher, Drechsler, Schuhmacher und Schneider die kleinen Gewerbeflächen. In diesen kleinen Werkstätten arbeiteten nur zwei, manchmal auch nur eine Person. Die Korridore, die zu den Wohnungen und zu den Kleinbetrieben führten, waren fensterlos und schon während des Tages sehr dunkel. Bei starken Regengüssen standen die Kellergeschosse, wo sich neben den größeren Werkstätten auch andere Wohnungen befanden, unter Wasser.
Vor der Umwandlung der hinteren Häuser in Geschäftsräume lebten etwa 2100 Personen im Meyerhof, danach wohnten schließlich nur noch 900 Personen in dieser Mietskaserne. Als 1910 noch ein Lastenfahrstuhl im fünften Quergebäude eingebaut wurde, fungierte dieses Quergebäude nur noch als Gewerbehof. In allen Quergebäuden gab es jetzt Läden, Lager und Betriebe mit einer Branchenvielfalt, die auf so engem Raum kaum vorstellbar ist:

„Fünf Cigarrenmacher, eine Grünkramhandlung, die 13. Volksküche, eine Bildhauerwerkstatt, drei Mostrichfabriken, das Vereinslokal der Methodisten-Gemeinde, eine Nudelfabrik, die ‚Erste Berliner Wäschenäherei‘, eine Knopf-Fabrik, ein Bierverlag, ein Depot der Straßenreinigung, eine Filzplattenfabrik, eine Honigkuchen-Fabrik, eine Pantoffelfabrik, eine Cylinderputzer-Fabrik, eine Reisekoffer-Fabrik, eine Bindfadenhandlung, eine Kesselschmiede, eine Glasbuchstaben-Fabrik, eine Schirmstockfabrik, drei Sackhandlungen, eine Haarnadelfabrik, eine Kochschule des Zweigvereins des Vaterländischen Frauenvereins, eine Papiertüten-Handlung, eine Waschanstalt, eine Cartonfabrik, eine Bürstenhölzer-Fabrik, eine Perlmuttschleiferei, eine Kammfabrik, eine Badeanstalt, eine Gänsehandlung, ein Instrumentenmacher, eine Ladenkassefabrik, eine Eierkognak-Fabrik, ein Metallfaden-Lampenwerk, eine Milchverdampfung, eine Blumendünger-Fabrik, eine Hutfabrik und schließlich eine Sarghandlung […]“

## Spätere Geschichte

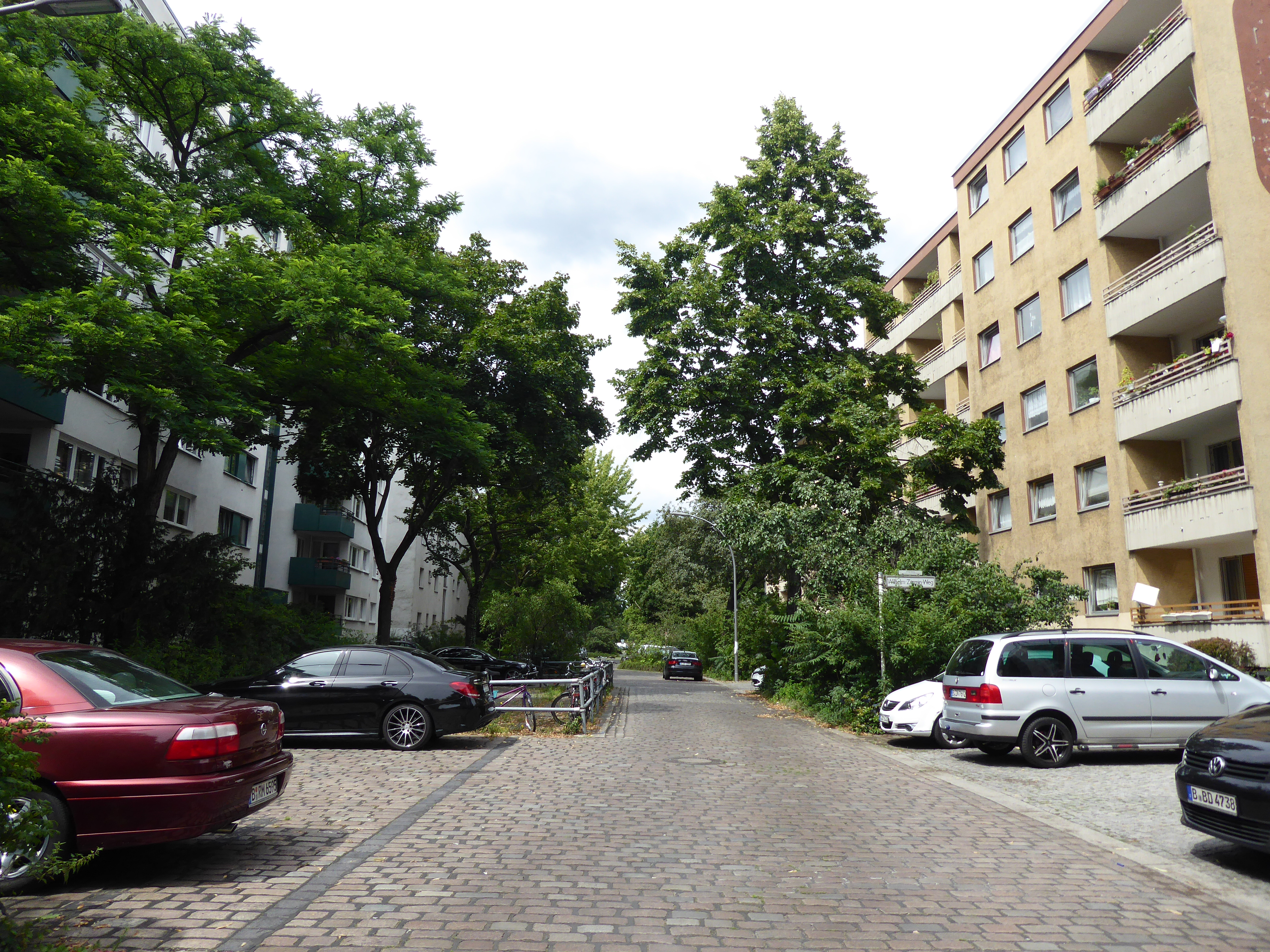
Die Ackerstraße im Juli 2017, links der Gebäudekomplex, zu dem die Ackerstraße 132 gehört

Nachdem Otto Mayer 1920 gestorben war, verkaufte die Erbengemeinschaft der Meyers den Hof schließlich, der in der Folge zum Spekulationsobjekt rasch wechselnder Eigentümer wurde. Auch in der Zeit nach dem Ersten Weltkrieg wohnten hier Arbeiterfamilien, deren Lebensbedingungen sich kaum besserten, und da die neuen Eigentümer kein Interesse an Sanierungen hatten, verfielen das Innere und Äußere der Häuser zunehmend: die Dächer wurden undicht, der Putz blätterte ab, es gab zeitweise kein sauberes Trinkwasser. Mit Beginn der Weltwirtschaftskrise nahm auch hier die Arbeitslosigkeit zu, sodass die Mietzahlungen für die verarmenden Mieter zu einer erheblichen Belastung wurden, während die räumliche Enge und die unzureichenden sanitären Verhältnisse zu gesundheitlichen Schäden führten. 1932/1933 schlossen sich auch die Bewohner von Meyers Hof den Berliner Mieterstreiks an. Den Nationalsozialisten war dann nach ihrer „Machtergreifung“ daran gelegen, diese „rote Hochburg“ durch soziale Fördermaßnahmen zu entschärfen. Davor schon hatten SPD-Politiker den Abriss des Hofes geplant. Mehrere Trakte der Anlage fielen den Bombenangriffen des Zweiten Weltkriegs zum Opfer, lediglich das Vorderhaus an der Ackerstraße und das erste Hinterhaus blieben erhalten. Anfang der 1960er Jahre wurde der damalige Bezirk Wedding, ebenso wie die übrigen Teile des alten Wilhelminischen Mietskasernengürtels, Gegenstand umfassender Sanierungsanstrengungen, die überwiegend von der Degewo organisiert wurden. Das Gelände von Meyers Hof kam dabei 1965 in den Besitz der Alexandra-Stiftung und in der Folge kam es nach und nach zur Entmietung. 1970 wohnten noch 42 Mietparteien in den 82 Wohnungen; am 17. Oktober 1972 schließlich wurde der noch bestehende Rest des Blocks gesprengt. An die Stelle der alten Mietskaserne trat eine damals moderne Wohnbebauung.